# Romrod
Romrod è una città tedesca di 2 710 abitanti, situata nel land dell'Assia.